# Psacasta
Psacasta is een geslacht van wantsen uit de familie van de Scutelleridae (Pantserwantsen). Het geslacht werd voor het eerst wetenschappelijk beschreven door Ernst Friedrich Germar in 1839.

## Soorten
Het genus bevat de volgende soorten:

- Psacasta cypria Puton, 1881
- Psacasta exanthematica (Scopoli, 1763)
- Psacasta granulata (A.Costa, 1847)
- Psacasta neglecta (Herrich-Schäffer, 1837)
- Psacasta tuberculata (Fabricius, 1781)